# My Sky - Bầu Trời Của Khánh
My Sky - Bầu Trời Của Khánh (letteralmente "il cielo di Khanh") è una webserie vietnamita a tematica omosessuale pubblicata dal 31 agosto al 28 settembre 2017, per un totale di 5 episodi, su YouTube.

## Trama

### Episodio 1
Khanh si è appena trasferito in una nuova scuola e viene visto da un suo compagno di nome Thiên (un cantante molto famoso) che lo riconosce immediatamente. Ci viene mostrato un flashback: 2 mesi prima Thiên, guidando la sua macchina mentre parlava al telefono con la sua manager, quasi investì un sanguinante sconosciuto con le fattezze di Khanh, lo soccorse (portandolo al proprio appartamento) e se ne innamoro perdutamente. Dopo un rapporto sessuale con l'estraneo e una notte di sonno Thiên si svegliò rendendosi conto che lo sconosciuto se ne era ormai già andato.
Una volta tornati al presente Thiên tenta di parlare con Khanh ma quest'ultimo fa finta di non conoscerlo.

### Episodio 2
Thiên, dopo aver parlato con la sua manager Ngọc, si pone l'obbiettivo di dissipare i propri dubbi sul fatto che Khanh sia realmente la persona coinvolta nell'incidente. Ricordando che quest'ultimo aveva una cicatrice sulla spalla tramite un piano elaborato lo fa restare solo nei bagni della scuola per vedere se essa è presente. Dopo che Thiên è riuscito a vedere la cicatrice di Khanh, confermandone l'identità, quest'ultimo decide di colpirlo con un pugnio e di andarsene.
Ngọc fa una ricerca su internet e trova delle informazioni su Khanh scoprendo che ha un bar di famiglia. Lei decide di fare un sopralluogo al locale e tramite un escamotage riesce ad andare al secondo piano della casa (l'area privata riservata alla vita domestica) e a mettere una telecamera nascosta. Una volta sopraggiunta la sera Ngọc e Thiên scoprono, grazie alla suddetta telecamera, una terribile verità.

### Episodio 3
In privato Khanh viene costretto dal padre a vestirsi con abiti femminili e viene da lui brutalmente percosso e, una volta scoperto, Thiên si prodiga per andarlo a salvare. Una volta sopraggiunto al bar lo aiuta a scappare ma il padre riesce a raggiungerli e a tramortire Thiên colpendolo alla nuca con una bottiglia. Una volta dinnanzi a Khanh gli rivela che non è il suo vero padre e che, per una vendetta d'amore, uccise i suoi genitori. Khanh, eroso dalla rabbia, prova a pugnalare il padre ma Thiên, ripresosi dallo stato di incoscienza, usa se stesso come scudo umano per proteggerlo perché "non vuole che Khanh si rovini la vita". Dopo il ricovero di Thiên tra i due esplode l'amore.

### Episodio 4
Passano sei mesi dal ricovero di Thiên che, ormai, si è completamente ripreso e sta continuando la sua carriera da cantante. Purtroppo Khanh soffre molto la loro lontananza causata dal lavoro di Thiên quindi quest'ultimo decide, a costo di annullare dei concerti con il disappunto della manager, di andare in vacanza con lui in Tailandia. Di ritorno dall'idilliaco viaggio, però, sembra essere scoppiato un pubblico scandalo che li coinvolge.

### Episodio 5
Thiên chiede delucidazioni alla manager sul perché delle illazioni relative al suo rapporto con Khanh siano trapelate alla stampa e lei, rivelando una personalità estremamente cinica fino a quel momento sottaciuta, gli risponde che è sotto contratto e che deve scegliere se preferisce il suo fidanzamento o la sua carriera (che potrebbe facilmente essere distrutta se la cosa venisse confermata). Thiên, dopo una brutta litigata con Khanh, lo lascia e quest'ultimo finisce in strada. Khanh non avendo nessun posto dove stare e nessuno su cui contare, eroso dal dolore e dallo sconforto, tenta di suicidarsi facendosi investire da una macchina.

## Personaggi
- Khanh, interpretato da Duy Khánh
Ragazzo cicciottello molto timido che vive con il padre. Ha il corpo segnato da molte cicatrici.
- Thiên, interpretato da Tran Phong
Cantante segretamente omosessuale che si innamora di Khanh. Grazie alla sua fama ha un forte ascendente sui suoi compagni di scuola e su alcuni professori.
- Ngọc, interpretata da Phương Titi
Manager di Thiên.
- Cliente della caffetteria, interpretata da Lê Giang
- Professoressa fangirl di Thiên, interpretata da Khong Tu Quynh
- Compagno di classe di Khanh, interpretato da Trương Quốc Bảo
- Compagna di classe di Khanh, interpretata da Như Thuỳ
- Trung Quân Idol nel ruolo di se stesso
Cantante noto con il nome di "Principe della Pioggia".
- Nguyễn Duy Khánh nel ruolo di se stesso
La prof svalvolata di TvSchool.
- Cameriere, interpretato BB Trần
Porta sfortuna e preannuncia la fine del rapporto tra Khanh e Thiên.

## Produzione
Il cantautore Trung Quân Idol ha sviluppato una faringite durante l'incisione del brano "DỐI"; ciò ha causato uno slittamento dei tempi di produzione.

## Colonna sonora
1. Trung Quân Idol – Dấu Mưa
2. Trung Quân Idol – Vì Mất Đi Ánh Mặt Trời
3. Trung Quân Idol – Cánh đồng yêu thương
4. Trung Quân Idol – CÓ EM CHỜ
5. Trung Quân Idol – DỐI

## Accoglienza

### Critica
Nhạc Việt per Tiin ha generalmente apprezzato l'opera soffermandosi soprattutto sulla capacità di coadiuvare la drammaticità delle scene con le canzoni.